# Bolivar (Tennessee)
Bolivar és una població dels Estats Units a l'estat de Tennessee. Segons el cens del 2000 tenia 5.802 habitants.

## Demografia
Segons el cens del 2000, Bolivar tenia 5.802 habitants, 2.161 habitatges, i 1.462 famílies. La densitat de població era de 264,2 habitants/km².
Dels 2.161 habitatges en un 31,4% hi vivien nens de menys de 18 anys, en un 39% hi vivien parelles casades, en un 24,9% dones solteres, i en un 32,3% no eren unitats familiars. En el 30% dels habitatges hi vivien persones soles el 14,5% de les quals corresponia a persones de 65 anys o més que vivien soles. El nombre mitjà de persones vivint en cada habitatge era de 2,45 i el nombre mitjà de persones que vivien en cada família era de 3,03.
Per edats la població es repartia de la següent manera: un 26,7% tenia menys de 18 anys, un 9% entre 18 i 24, un 25,6% entre 25 i 44, un 21,5% de 45 a 60 i un 17,3% 65 anys o més.
L'edat mediana era de 37 anys. Per cada 100 dones de 18 o més anys hi havia 75,1 homes.
La renda mediana per habitatge era de 28.651 $ i la renda mediana per família de 35.298 $. Els homes tenien una renda mediana de 30.442 $ mentre que les dones 21.544 $. La renda per capita de la població era de 14.973 $. Entorn del 19,5% de les famílies i el 23,2% de la població estaven per davall del llindar de pobresa.

## Poblacions més properes
El següent diagrama mostra les poblacions més properes.